# Bad Zell
Bad Zell è un comune austriaco di 2 867 abitanti nel distretto di Freistadt, in Alta Austria; ha lo status di comune mercato (Marktgemeinde).